# Liste der Kulturdenkmale in der Stauseegemeinde
In der Liste der Kulturdenkmale in der Stauseegemeinde sind alle Kulturdenkmale der luxemburgischen Stauseegemeinde aufgeführt (Stand: 20. September 2022).

## Kulturdenkmale nach Ortsteil

### Böwen
| Bild           | Bezeichnung      | Lage             | Beschreibung | Stufe | Eingetragen seit  |
| -------------- | ---------------- | ---------------- | ------------ | ----- | ----------------- |
| Weitere Bilder | Kirche St-Martin | um Knupp (Karte) |              | PCN   | 28. Dezember 1961 |

### Kaundorf
| Bild | Bezeichnung | Lage                 | Beschreibung | Stufe | Eingetragen seit               |
| --- | --- | -------------------- | ------------ | ----- | ------------------------------ |
| Zufluchtsort für luxemburgischen Wehrdienstverweigerer während der Besatzungszeit durch die Nationalsozialisten | Zufluchtsort für luxemburgischen Wehrdienstverweigerer während der Besatzungszeit durch die Nationalsozialisten | „Runtschelt“ (Karte) |              | PCN   | 2. Dezember 1988               |
| Weitere Bilder                                                                                                  | Teile des Geländes von „St. Pirmin“ mit der St.-Pirmin-Kapelle                                                  | (Karte)              |              | PCN   | 9. März 2018 und 20. März 2019 |
| Teile des Geländes von „St. Pirmin“                                                                             | Teile des Geländes von „St. Pirmin“                                                                             | (Karte)              |              | IS    | 15. November 2017              |

### Liefringen
| Bild                      | Bezeichnung               | Lage          | Beschreibung | Stufe | Eingetragen seit |
| ------------------------- | ------------------------- | ------------- | ------------ | ----- | ---------------- |
| Reihe mit 24 Lindenbäumen | Reihe mit 24 Lindenbäumen | CR318 (Karte) |              | IS    | 17. Januar 1984  |

### Mecher
| Bild                 | Bezeichnung          | Lage                    | Beschreibung | Stufe | Eingetragen seit  |
| -------------------- | -------------------- | ----------------------- | ------------ | ----- | ----------------- |
| ehemaliges Pfarrhaus | ehemaliges Pfarrhaus | 14, rue Denkert (Karte) |              | PCN   | 21. Dezember 2007 |

Legende: PCN – Immeubles et objets bénéficiant des effets de classement comme patrimoine culturel national; IS – Immeubles et objets inscrits à l’inventaire supplémentaire

## Quelle
- Liste des immeubles et objets beneficiant d’une protection nationales, Nationales Institut für das gebaute Erbe, Fassung vom 12. September 2022, S. 63 f. (PDF)

- Karte mit allen Koordinaten:
- OSM |
- WikiMap